# United States Army Special Operations Aviation Command

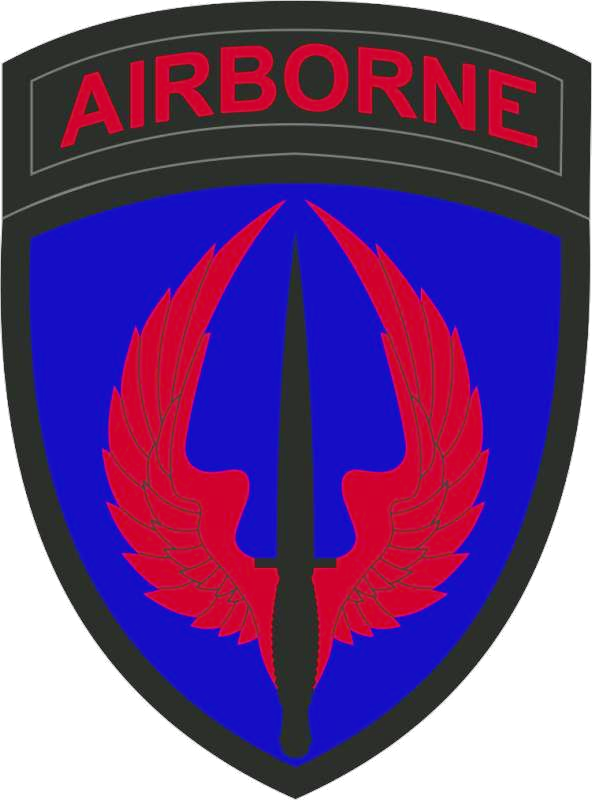
Schulterabzeichen des USASOAC

Das United States Army Special Operations Aviation Command oder USASOAC, United States Army Special Operations Aviation Command (Airborne), USASOAC (A), ist ein United States Army Service Component Command. Das Kommando fasst alle Heeresfliegereinheiten des USASOC zusammen. Es wurde am 25. März 2011 provisorisch gegründet und zum Fiskaljahr 2012 voll operationsfähig. Kommandeur ist seit dem 31. Mai 2023 Brigadegeneral Scott D. Wilkinson.

## Einheiten
Dem USASOAC unterstehen folgende Einheiten:
- 160th Special Operations Aviation Regiment (Airborne)
- Special Operations Aviation Training Battalion
- USASOC Flight Company, die Einheit wurde am 29. Mai 2013 aktiviert

### Ehemalige Einheiten
- USASOC Flight Detachment, die Einheit wurde mit der Aktivierung der USASOC Flight Company aufgelöst

## Kommandeure
- Brigadegeneral Clayton M. Hutmacher, bis 10. Juni 2014, erster Kommandeur[3]
- Generalmajor Erik C. Peterson, 10. Juni 2014 bis 12. Juli 2016[3][4]
- Brigadegeneral John R. Evans, 12. Juli 2016 bis Mai 2018[4][5][6]
- Brigadegeneral Allan M. Pepin, 22. Juni 2018 bis 26. Juni 2020[6][2]
- Brigadegeneral Phillip J. Ryan, 26. Juni 2020 bis 31. Mai 2023
- Brigadegeneral Scott D. Wilkinson, seit dem 31. Mai 2023